# Reprezentacja Japonii na Mistrzostwach Świata w Narciarstwie Klasycznym 2011
Reprezentacja Japonii na Mistrzostwach Świata w Narciarstwie Klasycznym 2011 liczyła 19 sportowców.

## Medale

### Złote medale
Brak

### Srebrne medale
Brak

### Brązowe medale
Brak

## Wyniki

### Biegi narciarskie mężczyzn
Sprint
- Yuichi Onda - 26. miejsce
- Nobu Naruse - odpadł w kwalifikacjach

Bieg łączony na 30 km
- Keishin Yoshida - 42. miejsce
- Nobu Naruse - 56. miejsce
- Masaya Kimura - 63. miejsce

Bieg na 15 km
- Keishin Yoshida - 12. miejsce
- Kouhei Shimizu - 28. miejsce

Sprint drużynowy
- Kouhei Shimizu, Yuichi Onda - 15. miejsce

Sztafeta 4x10 km
- Keishin Yoshida, Nobu Naruse, Masaya Kimura, Kouhei Shimizu - 6. miejsce

Bieg na 50 km
- Keishin Yoshida - 36. miejsce
- Nobu Naruse - 56. miejsce
- Masaya Kimura - nie ukończył

### Biegi narciarskie kobiet
Sprint
- Madoka Natsumi - odpadła w kwalifikacjach

Bieg łączony na 15 km
- Masako Ishida - 11. miejsce
- Yuki Kobayashi - 42. miejsce

Bieg na 10 km
- Masako Ishida - 17. miejsce
- Michiko Kashiwabara - 53. miejsce

Sprint drużynowy
- Masako Ishida, Madoka Natsumi - 8. miejsce

Sztafeta 4x5 km
- Masako Ishida, Madoka Natsumi, Michiko Kashiwabara, Yuki Kobayashi - 10. miejsce

Bieg na 30 km
- Yuki Kobayashi - 27. miejsce
- Masako Ishida - nie wystartowała

### Kombinacja norweska
Konkurs indywidualny HS 106/10 km
- Akito Watabe - 5. miejsce
- Yūsuke Minato - 33. miejsce
- Norihito Kobayashi - 35. miejsce
- Daito Takahashi - 45. miejsce

Konkurs drużynowy HS 106/4x5 km
- Akito Watabe, Yūsuke Minato, Norihito Kobayashi, Daito Takahashi - 6. miejsce

Konkurs indywidualny HS 134/10 km
- Akito Watabe - 13. miejsce
- Taihei Kato - 25. miejsce
- Yūsuke Minato - 28. miejsce
- Daito Takahashi - 34. miejsce

Konkurs drużynowy HS 134/4x5 km
- Akito Watabe, Yūsuke Minato, Norihito Kobayashi, Taihei Kato - 5. miejsce

### Skoki narciarskie mężczyzn
Konkurs indywidualny na skoczni normalnej
- Daiki Itō - 13. miejsce
- Taku Takeuchi - 24. miejsce
- Noriaki Kasai - 26. miejsce
- Shōhei Tochimoto - 31. miejsce

Konkurs drużynowy na skoczni normalnej
- Fumihisa Yumoto, Daiki Itō, Taku Takeuchi, Noriaki Kasai - 5. miejsce

Konkurs indywidualny na skoczni dużej
- Daiki Itō - 18. miejsce
- Noriaki Kasai - 24. miejsce
- Taku Takeuchi - 26. miejsce
- Fumihisa Yumoto - 27. miejsce

Konkurs drużynowy na skoczni dużej
- Fumihisa Yumoto, Daiki Itō, Taku Takeuchi, Noriaki Kasai - 6. miejsce

### Skoki narciarskie kobiet
Konkurs indywidualny na skoczni normalnej
- Sara Takanashi - 6. miejsce
- Ayumi Watase - 7. miejsce
- Yoshiko Kasai - 12. miejsce
- Yūki Itō - 15. miejsce